# Janne Reinikainen
Janne Reinikainen (23 de outubro de 1981) é um futebolista finlandês.